# Nájera
Pour les articles homonymes, voir Pedro de Castañeda Nájera.
Nájera, ou Naiara en basque, est une commune située dans le Nord de l’Espagne, dans la communauté autonome de La Rioja.
C'est aussi le chef-lieu de la commune ainsi que de la comarque de Nájera.
Le Camino francés du pèlerinage de Saint-Jacques-de-Compostelle passe par cette localité.

## Géographie
Nájera se trouve sur le rio Najerilla, à 28 km de Logroño. La ville est dominée par le Pico Nájera au sud-est (666 m) et les collines (cerros) Malpica avec sa grande croix de fer, De la Horca, Mal Vecino, La Atalaya y Castillo, à l'est.

## Histoire
Nájera est une ville d'origine préhistorique. Terre de passage, située en un lieu stratégique, elle a vécu différentes cultures et colonisations : Ibères, Celtes, Vascons, Romains, Suèves, Arabes, etc.
Entre les VIIIe et Xe siècles et Nájera fit partie des domaines du clan des Banu Qasi, des nobles wisigoths convertis à l'islam. Depuis le début du Xe siècle, Nájera est mentionnée dans les chroniques sur les luttes continues entre les Maures et les chrétiens. Les Arabes lui ont donné le nom de Náxara (« lieu entre les rochers ») son rio Naila, appelée Naxarilla. Les Arabes y avaient construit deux châteaux aux extrémités des éperons ouest et sud.
Elle a été définitivement reconquise par Ordoño II (914-924) de León en 923, avec l’aide de Sancho Garcés Ier de Navarre (905-925).
Au XIe siècle, Sanche III le Grand de Navarre (1000-1035), maître des lieux, accorda un fuero (charte) à la ville, origine de la législation navarraise. Il y aménagea un palais dans lequel furent frappées les premières monnaies connues de la Reconquista.
Nájera atteint son apogée sous le règne de Garcia IV, dit El de Nájera (1035-1054), qui favorise l'essor de la ville, et veille à héberger confortablement les pèlerins en édifiant un hôpital et une auberge. Il fonda le monastère de Santa Maria la Real. Nájera devint alors la deuxième capitale de la Navarre jusqu'à la bataille d'Atapuerca le 1er septembre 1054, où il trouva la mort. Il a aussi institué l'ordre militaire des Chevaliers de la Terraza ou de la Jarra, premier ordre religieux militaire créé en Espagne.
En 1076, Alphonse VI de Castille (1072-1109) s'empara définitivement de la ville, en lui conservant ses « fors » (chartes). Il confia le monastère à l'ordre de Cluny.
Au XIIe siècle, Nájera s'entoura de murailles et, au XVe siècle, elle reçut le titre de Villa.
Le 3 avril 1367, la commune est le théâtre de la bataille opposant Henri de Trastamare, appuyé par les troupes de Bertrand du Guesclin, au Prince Noir qui soutient Pierre le Cruel. Cette bataille se solde par une défaite des troupes franco-castillanes et la capture de Bertrand du Guesclin et de ses lieutenants.

## Démographie
| 1900  | 1910  | 1920  | 1930  | 1940  | 1950  | 1960  | 1970  | 1981  |
| ----- | ----- | ----- | ----- | ----- | ----- | ----- | ----- | ----- |
| 2 794 | 2 792 | 2 566 | 2 887 | 3 157 | 3 346 | 4 065 | 5 031 | 6 172 |

| 1991  | 2001  | 2011  | - | - | - | - | - | - |
| ----- | ----- | ----- | - | - | - | - | - | - |
| 6 907 | 7 105 | 8 382 | - | - | - | - | - | - |

## Administration

### Conseil municipal
La ville de Nájera comptait 8 045 habitants aux élections municipales du 26 mai 2019. Son conseil municipal (en espagnol : Pleno del Ayuntamiento) se compose donc de 13 élus.
| Parti | Parti                                    | Voix  | %       | Élus   |
| ----- | ---------------------------------------- | ----- | ------- | ------ |
|       | Parti socialiste ouvrier espagnol (PSOE) | 1 278 | 30,06 % | 5 / 13 |
|       | Parti populaire (PP)                     | 1 015 | 23,87 % | 3 / 13 |
|       | Ciudadanos (C's)                         | 932   | 21,92 % | 3 / 13 |
|       | Unidas Podemos                           | 441   | 10,37 % | 1 / 13 |
|       | Partido Riojano (PR+)                    | 352   | 8,28 %  | 1 / 13 |
|       | Vox                                      | 234   | 5,50 %  | 0 / 13 |

### Liste des maires
| Mandat    | Maire | Maire                           | Parti       |
| --------- | ----- | ------------------------------- | ----------- |
| 1979-1983 |       | José Luis Sáez Lerena           | UCD         |
| 1983-1987 |       | Jesús López Sáenz               | Indépendant |
| 1987-1991 |       | Justino Carmelo Maeztu Arenzana | CDS         |
| 1991-1995 |       | José Domingo Mínguez            | PP          |
| 1991-1995 |       | Ángel Martínez Arenzana         | PSOE        |
| 1995-1999 |       | Ángel Martínez Arenzana         | PSOE        |
| 1999-2003 |       | Antonio García Manzanares       | PP          |
| 1999-2003 |       | Marta Martínez García           | PP          |
| 2003-2007 |       | Marta Martínez García           | PP          |
| 2007-2011 |       | Marta Martínez García           | PP          |
| 2011-2015 |       | Marta Martínez García           | PP          |
| 2015-2019 |       | Jonás Olarte Fernández          | PSOE        |
| 2019-2023 |       | Jonás Olarte Fernández          | PSOE        |

## Culture et patrimoine

### Pèlerinage de Compostelle
Par le Camino francés du pèlerinage de Saint-Jacques-de-Compostelle, le chemin vient de Navarrete. En partant de Nájera, certains pèlerins ne se dirigent pas directement vers Santo Domingo de la Calzada mais font le détour, via Berceo, par San Millán de la Cogolla. Ceux qui se dirigent au plus court vers Santo Domingo de la Calzada passent par Azofra.
Nájera est la quatrième halte du Guide du Pèlerin d'Aimery Picaud.
Plusieurs scènes jacquaires sont figurées au Monastère Santa Maria la Real, dans les stalles, dans le chœur et dans les sculptures du Claustro de los Caballeros (le cloître des chevaliers).

### Patrimoine religieux

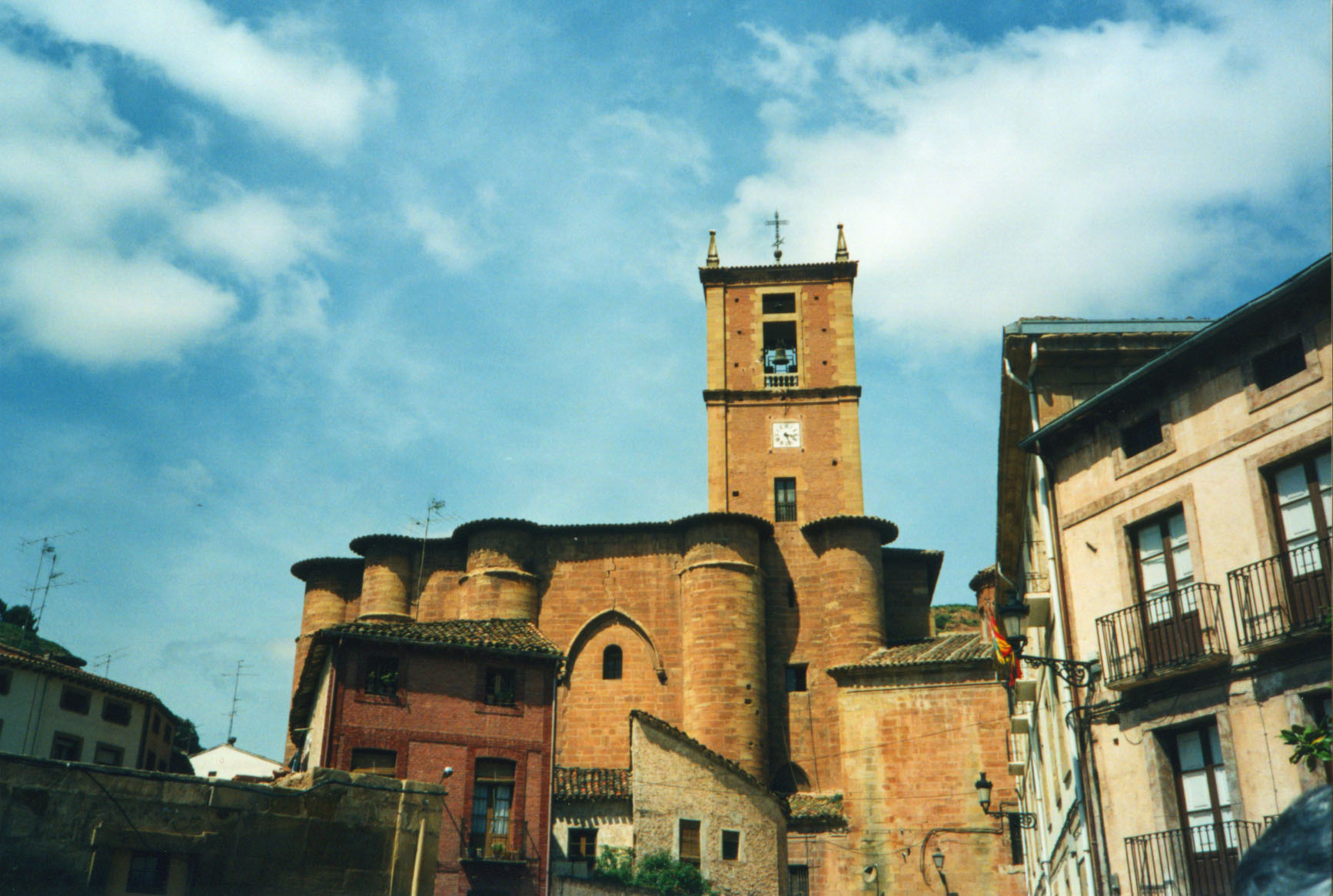
Le Monastère Santa Maria la Real de Nájera.

Le Monastère Santa Maria la Real.
Le Monastère Santa Maria la Real. a été fondé par le roi García de Nájera et son épouse la reine Estefanía de Foix, dite aussi Étiennette de Foix, ou Étiennette de Bigorre, fille du comte de Foix et de Bigorre, à la suite de la découverte d'une image mystérieuse de la Vierge, selon la légende que les moines de Cluny ont transcrit au XVIe siècle.
L’église Santa Cruz
Elle était située, bien avant le XIIe siècle, dans une chapelle de l’église du monastère de Sainte María. Elle a été érigée comme tel par l'évêque diocésain indépendamment des moines clunisiens. Les ecclésiastiques responsables de l’église ont coexisté avec les moines dans les dépendances du Cénacle jusqu'en 1230, quand un décret du pape Honorius III (1216-1227), a interdit à des moines et à des ecclésiastiques de cohabiter dans les mêmes murs.
Depuis cette chapelle, des ecclésiastiques ont continué leurs tâches pastorales jusqu'à ce qu'ils aient été transférés, définitivement, vers une nouvelle église consacrée en 1611 c'est l’actuelle Paroisse de Sainte Croix. L'architecte Juan de Raón lui a adjoint une coupole hémisphérique, terminée par une lanterne et quatre fenêtres. Le portail est du XVIIe siècle.

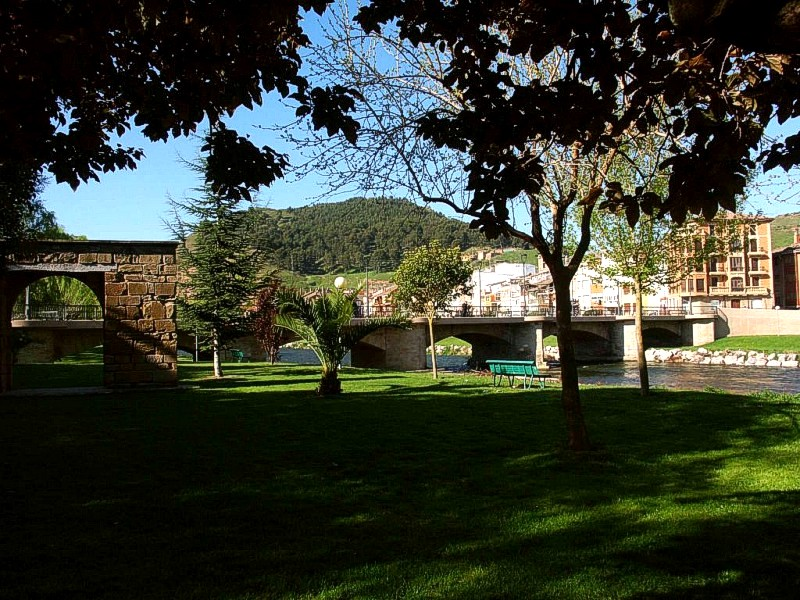
Le Pont sur le Najerilla

L’église est une construction en pierre de taille et composée de trois nefs, avec plusieurs retables néoclassiques et diverses statues et tableaux. À remarquer un Christ gothique du XIIIe siècle. Elle conserve des vêtements liturgiques des XIVe, XVIe et XVIIe siècles exposés au public dans un musée de l'ancienne sacristie.

### Patrimoine civil
Le pont sur la Najerilla
L’actuel pont sur la Najerilla, construit par l'État en 1886, a remplacé celui à sept arches qu'avaient construit au XIIe siècle Santo Domingo de la Calzada et San Juan de Ortega.
Le pont primitif existait déjà en 1020 et il est mentionné dans la Juridiction de Nájera.

## Sources et références
- (es) Cet article est partiellement ou en totalité issu de l’article de Wikipédia en espagnol intitulé « Nájera » (voir la liste des auteurs).
- Grégoire, J.-Y. & Laborde-Balen, L., « Le Chemin de Saint-Jacques en Espagne - De Saint-Jean-Pied-de-Port à Compostelle - Guide pratique du pèlerin », Rando Éditions, mars 2006,  (ISBN 2-84182-224-9)
- « Camino de Santiago  St-Jean-Pied-de-Port - Santiago de Compostela », Michelin et Cie, Manufacture Française des Pneumatiques Michelin, Paris, 2009,  (ISBN 978-2-06-714805-5)
- « Le Chemin de Saint-Jacques Carte Routière », Junta de Castilla y León, Editorial Everest